# William Cotton Oswell
William Cotton Oswell (Leytonstone, 1818-1893), fue un cazador y explorador inglés de África del siglo XIX.

## Biografía
En 1837 consiguió un puesto en la Compañía Británica de las Indias Orientales, en Madrás, a través de su tío John Cotton, director de la empresa. Pasó diez años allí, aprendiendo tamil y otros idiomas y estudiando cirugía y medicina.
Cotton Oswell fue enviado a Sudáfrica por motivos de salud. Acompañó a David Livingstone en 1849 en su primera exploración importante de África, cruzando el desierto del Kalahari; descubrieron para Europa el lago Ngami (Botsuana) y llegaron al río Zambeze en 1851. Tenían como objetivo buscar un lugar adecuado para el establecimiento de un centro comercial y una misión. Uno de los hijos de Livingstone, nacido en Botswana en 1851, se llamó William Oswell Livingstone. Algunos de los viajes que posteriormente llevó a cabo Livingstone fueron financiados por Cotton Oswell.
En otra expedición se convirtió en el primer europeo en ver las cataratas Mumbuluma, en lo que luego sería Zambia. 
Regresó a Inglaterra en 1853 y desempeñó funciones médicas durante la Guerra de Crimea. En 1855 y 1856 viajó por Norteamérica y Suramérica. En 1860 Cotton Oswell se casó con su esposa Agnes, se instalaron en Groombridge (condado de Kent) y tuvieron cinco hijos.
La especie Rhinoceros oswellii recibió su nombre, aunque esta denominación ya no se utiliza en la taxonomía moderna.